# Jan Liberda
Jan Liberda (Bytom, 26 novembre 1936 – Bytom, 6 febbraio 2020) è stato un calciatore polacco, di ruolo attaccante.

## Carriera

### Giocatore

#### Club
Fu capocannoniere del campionato polacco nel 1959 e nel 1962.

#### Nazionale
Con la sua nazionale prese parte ai Giochi Olimpici del 1960.

## Palmarès

### Giocatore

#### Competizioni nazionali
- Campionato polacco: 2

Polonia Bytom: 1954, 1962
- Campionato polacco di seconda divisione: 1

Polonia Bytom: 1956

#### Competizioni internazionali
- Coppa Piano Karl Rappan: 2

Polonia Bytom: 1964-1965, 1967